# Amarsipa
De Amarsipa (Amarsipus carlsbergi) is een baarsachtige vis en de enige soort in het geslacht Amarsipus, wat weer het enige geslacht is in de familie amarsipiden (Amarsipidae).
De vis kan maximaal 12 centimeter lang worden. De vis wordt aangetroffen in ondiepe, tropische wateren van de Indische en Grote Oceaan.